# 莎莉·雷石東

莎莉·埃林·雷石東（1954年4月14日—）是一位美國媒體高管，在娛樂業和相關企業的各個方面都擁有豐富的背景。她目前擔任ViacomCBS主席和全美娛樂公司總裁；她曾擔任CBS公司和Viacom的副主席。通過全美娛樂公司，雷石東和她的家人是CBS、Comedy Central、BET、Showtime Networks和電影製片廠派拉蒙影業的大股東。
雷石東被《時代》雜誌評選為2020年最具影響力的100人。